# Psylle de l'aulne
Psylla alni
Espèce
Le (ou la) psylle de l'aulne (Psylla alni) est une petite espèce d'insectes hémiptères de la famille des Psyllidae.
Long de 6 mm et de couleur verte, il a une larve qui parasite les aulnes en s'entourant dans une sécrétion cireuse.